# Permanganat

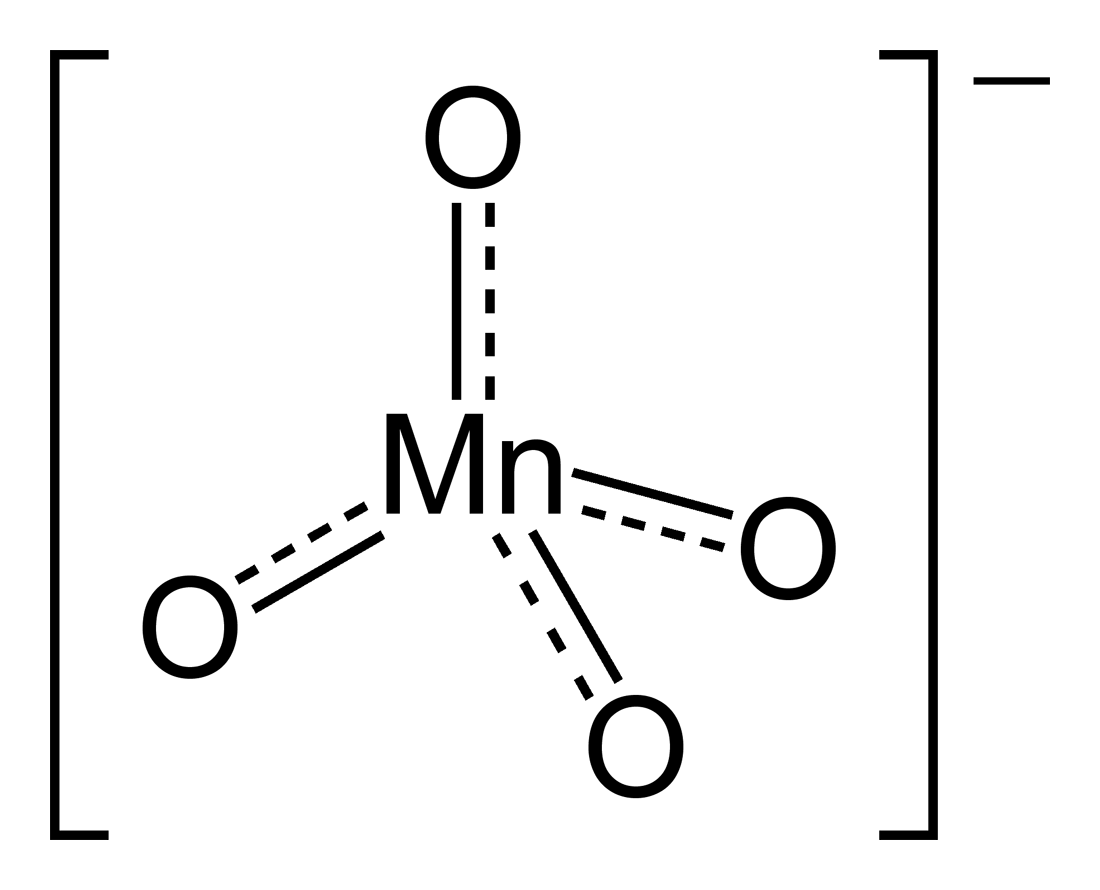
Estructura de l'anió manganat (VII)

El permanganat és el nom general per un compost químic oxoanió que contingui manganat (VII) ió, (MnO₄−). Com que l'estat d'oxidació del manganès és el +7, l'ió permanganat(VII) és un fort agent oxidant. L'ió té geometria terahèdrica.
Les solucions de permanganat són de color porpra i són estables en pH neutre o medis lleugerament alcalins.
En una solució àcida el permanganat(VII) es redueix a un estadi d'oxidació +2 incolor de manganès II (Mn2+) ió.
8 H+ + MnO₄− + 5 e− → Mn2+ + 4 H₂O
En solucions molt bàsiques el permanganat(VII) o bé es redueix a l'estat d'oxidació +4marró del diòxid de manganès MnO₂ o al verd de l'estadi d'oxidació +6 del manganat MnO₄2−.
2 H₂O + MnO₄− + 3 e− → MnO₂ + 4 OH−
MnO₄− + e− → MnO₄2−

## Producció
Els permanganats es produeixen per oxidació dels compostos de manganès com el clorur de manganès o sulfat de manganès per agents fortament oxidants, per exemple, hipoclorit de sodi o diòxid de plom:
2 MnCl₂ + 5 NaClO + 6 NaOH → 2 NaMnO₄ + 9 NaCl+ 3 H₂O
2 MnSO₄ + 5 PbO₂+ 3 H₂SO₄ → 2 HMnO₄+ 5 PbSO₄ + 2 H₂O
També pot produir-se per dismutació de manganats, ambdiòxid de manganès com subproducte:
3 Na₂MnO₄ + 2 H₂O → 2 NaMnO₄ + MnO₂ + 4 NaOH

## Propietats
Els permanganats(VII) són sals d'àcid permangànic. El permanganat(VII) és un oxidant fort i similar al perclorat. Per tant, és comú en anàlisis qualitatives que impliquen reaccions de permanganometria. A més és estable.
Un permanganat pot oxidar una amina a compost nitro, un alcohol a cetona, un aldehid a àcid carboxílic, un alquè terminal a àcid carboxílic, àcid oxàlic a diòxid de carboni, i un alquè a diol. Aquesta llista no és exhaustiva.

## Compostos
- Permanganat d'amoni, NH₄MnO₄
- Permanganat de calci, Ca(MnO₄)₂
- Permanganat de potassi, KMnO₄
- Permanganat de sodi, NaMnO₄